# アグリフルーツ
アグリフルーツ(Ugli fruit)は、マンダリンオレンジとグレープフルーツが自然に交雑して生じたとされる柑橘類である。「アグリフルーツ」という商標名で流通するが、一般には「ジャマイカンタンジェロ」と呼ばれる。
おそらくはグレープフルーツと同様の過程で、野生で成長しているのがジャマイカで発見された。ジャマイカは現在でも、主要な生産地となっている。皺だらけで緑がかった黄色の果皮の見た目が良くないことから名付けられた。
薄緑色の表面の染みは、最大まで熟すと橙色になる。通常はグレープフルーツよりも若干大きく、種子は少ない。非常にジューシーで、果皮は芳香がする。味は、グレープフルーツの苦さよりもタンジェリンの甘さの方が勝っており、オレンジよりも酸っぱく、タンジェリンよりも苦くなく、レモンとタンジェリンの交雑を思わせる味がするとしばしば記述される。
旬は12月から4月で、アメリカ合衆国やヨーロッパでは11月から4月に流通する。